# Älgsjön (Bollnäs socken, Hälsingland, 676850-151970)
Älgsjön är en sjö i Bollnäs kommun i Hälsingland och ingår i Testeboåns huvudavrinningsområde. Sjön är 2,5 meter djup, har en yta på 0,269 kvadratkilometer och befinner sig 343,1 meter över havet. Sjön avvattnas av vattendraget Äggsjöbäcken.

## Delavrinningsområde
Älgsjön ingår i det delavrinningsområde (676786-151920) som SMHI kallar för Mynnar i Kölsjöån. Medelhöjden är 329 meter över havet och ytan är 9,25 kvadratkilometer. Det finns inga avrinningsområden uppströms utan avrinningsområdet är högsta punkten. Äggsjöbäcken som avvattnar avrinningsområdet har biflödesordning 3, vilket innebär att vattnet flödar genom totalt 3 vattendrag innan det når havet efter 91 kilometer. Avrinningsområdet består mestadels av skog (79 procent). Avrinningsområdet har 0,18 kvadratkilometer vattenytor vilket ger det en sjöprocent på 2 procent.